# Organització Mundial de Dones Sionistes
Organització Mundial de Dones Sionistes (en anglès: Women's International Zionist Organisation) (WIZO), hebreu: ויצו‎) és una organització de voluntaris dedicada a la política de benestar social en tots els sectors de la societat israeliana, l'avenç de la condició de la dona i l'educació jueva a Israel i la diàspora.

## Història
WIZO es va fundar a Anglaterra en 1920 per Rebecca Sieff, Vera Weizmann (esposa de Chaim Weizmann, primer president d'Israel), Edith Eder, Romana Goodman i Henrietta Irwell per a prestar serveis comunitaris als residents del Mandat Britànic de Palestina.
WIZO va obrir sucursals a tot Europa, però moltes van ser tancades arran de l'ocupació nazi i l'Holocaust. Les sucursals a Amèrica Llatina va seguir funcionant durant la guerra. En 1949, després de la creació de l'Estat d'Israel, WIZO va traslladar la seva seu a Israel i Sieff va esdevenir presidenta de l'Organització Mundial de WIZO. En 1966, va ser substituïda per Rosa Ginossar. Altres presidentes anteriors foren Raya Jaglom i Michal Modai.
Entre els primers projectes de benestar social de WIZO a la Palestina del Mandat van ser l'establiment de les clíniques infantils Tipat Halav i centres de distribució de roba, molts encara en l'actualitat. WIZO va obrir el centre d'atenció de dia del país a Tel-Aviv en 1926.
El 2008, WIZO, juntament amb d'altres dues organitzacions de dones, va rebre el Premi Israel pels seus èxits en la trajectòria i la seva contribució especial a la societat i l'Estat d'Israel.

## L'activitat política a Israel

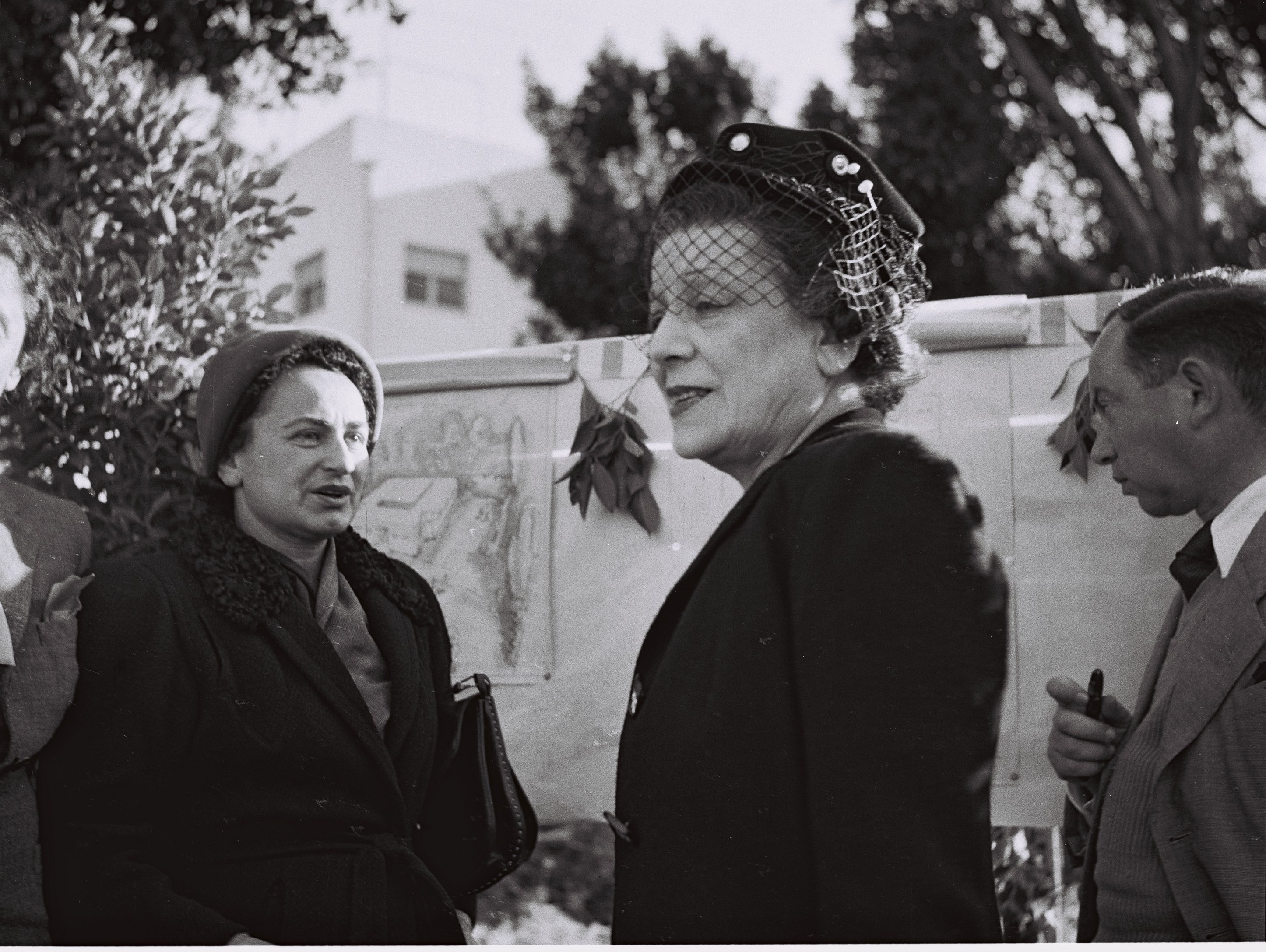
Vera Weizmann visitant una llar d'infants de WIZO a Rehobot en 1946.

WIZO va formar un partit i es presentà a les eleccions legislatives d'Israel de 1949 en una llista conjunta amb la Unió de Dones per la Igualtat de Drets, rebent l'1,2% de la votació. Va obtenir un escó per a Rachel Cohen-Kagan, aleshores presidenta de WIZO. El 1952, a iniciativa de WIZO es va aprovar la llei d'igualtat de drets per a les dones. Cohen-Kagan va participar més tard a la cinquena Kenésset com a membre del Partit Liberal (encara que ella era un membre del grup que es va separar per formar els liberals independents).

## Actualitat
Avui en dia, WIZO s'ocupa de 170 centres de cura diürns a Israel, amb cura de 14.000 nens de mares que treballen, nous immigrants i famílies necessitades. L'organització també dirigeix campaments d'estiu, cursos per a famílies monoparentals i marcs de terapèutica per als nens retirats de les seves llars per ordre judicial. [4]
Actualment WIZO és l'organització sionista de dones més gran del món. En 2008, 36 països van enviar delegats a Israel per celebrar el 88 aniversari de l'organització.